# 2021–2022-es magyar női vízilabda-bajnokság
A 2021–2022-es magyar női vízilabda-bajnokság (hivatalosan E.ON Női OB I) a legrangosabb és legmagasabb szintű női vízilabdaverseny Magyarországon. A pontversenyt 39. alkalommal a Magyar Vízilabda-szövetség írta ki és 10 csapat részvételével bonyolította le. A bajnokság október 22-én indult. A címvédő a UVSE Hunguest Hotels.

## A bajnokságban szereplő csapatok
A Magyar Vízilabda-szövetség döntése értelmében az első osztályú bajnokság létszáma nem változik, marad a 10 csapatos kiírás.
| A csapat neve                             | A csapat székhelye      | 2020–21   |
| ----------------------------------------- | ----------------------- | --------- |
| BVSC-Zugló                                | Budapest, Zugló         | 4.        |
| Dunaújvárosi Főiskola Vízilabda Egyesület | Dunaújváros             | 2.        |
| FTC Telekom                               | Budapest, Ferencváros   | 3.        |
| GYVSE-UNI GYŐR                            | Győr                    | OB I/B 1. |
| SZNVE SZTE                                | Szeged                  | 8.        |
| Tigra-ZF-Eger                             | Eger                    | 7.        |
| TVSE                                      | Tatabánya               | 9.        |
| UVSE Hunguest Hotels                      | Budapest, Margit-sziget | 1.        |
| VALDOR Szentes                            | Szentes                 | 5.        |
| III. Kerületi Tve                         | Budapest                | 6.        |

## A bajnokság rendszere

### Alapszakasz
A bajnokságban résztvevő csapatok oda-vissza alapon körmérkőzést játszanak egymással, így alakul ki az alapszakasz végeredménye. Az alapszakasz végső sorrendjét a bajnoki mérkőzéseken szerzett pontszámok összege határozza meg. Pontegyenlőség esetén a bajnoki sorrendet az alábbi rendszer szerint határozzák meg:
Két csapat azonos pontszáma esetén
1. az egymás ellen játszott bajnoki mérkőzések pontkülönbsége
2. az egymás ellen játszott bajnoki mérkőzések gólkülönbsége
3. az alapszakaszbeli összes bajnoki mérkőzés gólkülönbsége
4. az alapszakaszbeli összes bajnoki mérkőzésen szerzett több gól
5. sorsolás

Három vagy több csapat azonos pontszáma esetén
1. az azonos pontszámú csapatok egymás elleni eredményéből számított „kisbajnokság” pontkülönbsége
2. azonos pontszám esetén a „kisbajnokság” gólkülönbsége
3. az alapszakaszbeli összes bajnoki mérkőzés gólkülönbsége
4. az alapszakaszbeli összes bajnoki mérkőzésen szerzett több gól
5. sorsolás

### A rájátszás
A bajnokság alapszakaszában elért helyezések alapján, az alapszakasz befejezése után a csapatok helyosztókat játszanak az 1-2., 3-4., 5-6., 7-8. és a 9-10. helyért.

### Nemzetközi kupaindulás
A Bajnokság első két helyén végzett csapata vehet részt a 2022/2023. évi Euro Liga sorozatban. Amennyiben a Női Magyar Kupa győztese 2021-2022. évi OB I Bajnokság 1-2. helyén végez, abban az esetben, a Bajnokságban a 3. helyen végzett csapat jogosult az Euro Liga sorozatban  való szereplésre.

## Az alapszakasz
| #   | Csapat                   | M  | GY | D | V  | G+ – G– | GK   | P  | Megjegyzések               |
| --- | ------------------------ | -- | -- | - | -- | ------- | ---- | -- | -------------------------- |
| 1.  | UVSE Hunguest HotelsCV   | 18 | 16 | 0 | 2  | 282–130 | +152 | 48 | Rájátszás a bajnoki címért |
| 2.  | Dunaújvárosi Főiskola VE | 18 | 16 | 0 | 2  | 260–126 | +134 | 48 | Rájátszás a bajnoki címért |
| 3.  | FTC Telekom              | 18 | 15 | 1 | 2  | 268–115 | +153 | 46 | Rájátszás a 3-4. helyért   |
| 4.  | BVSC-Zugló               | 18 | 11 | 1 | 6  | 237–149 | +88  | 34 | Rájátszás a 3-4. helyért   |
| 5.  | Tigra-ZF-Eger            | 18 | 9  | 2 | 7  | 190–170 | +20  | 29 | Rájátszás az 5-6. helyért  |
| 6.  | VALDOR Szentes           | 18 | 7  | 1 | 10 | 166–214 | −48  | 22 | Rájátszás az 5-6. helyért  |
| 7.  | SZNVE SZTE               | 18 | 5  | 3 | 10 | 139–229 | −90  | 18 | Rájátszás a 7-8. helyért   |
| 8.  | III. Kerületi TVE        | 18 | 3  | 1 | 14 | 121–221 | −100 | 10 | Rájátszás a 7-8. helyért   |
| 9.  | Tatabányai VSE           | 18 | 2  | 0 | 16 | 108–254 | −146 | 6  | Rájátszás a 9-10. helyért  |
| 10. | GYVSE-UNI GYŐR           | 18 | 1  | 1 | 16 | 93–256  | −163 | 4  | Rájátszás a 9-10. helyért  |

Utolsó frissítés: 2022. augusztus 6. 
Forrás: Magyar vízilabda-szövetség 
A rangsorolás alapszabályai: 1. összpontszám, 2. egymás elleni mérkőzések pontkülönbsége, 3. egymás elleni mérkőzések gólkülönbsége, 4. gólkülönbség, 5. szerzett gólok száma, 6. sorsolás.
(B): Bajnokcsapat, (K): Kieső csapat, (F): Feljutó csapat, (I): Kupainduló, (R): A rájátszás győztese, (KGY): Kupagyőztes

## Rájátszás
Döntő
UVSE – Dunaújvárosi Főiskola 18–17, 14–12
A harmadik helyért
Ferencváros – BVSC Zugló 13–4, 15–12
Az ötödik helyért
Eger – Szentes 10–8, 13–10
A hetedik helyért
Szeged – III. kerület 13–10, 5 – 12, 10–5 
A kilencedik helyért
Tatabánya – Győr 5–7, 9–7, 5–6

## A góllövőlista élmezőnye
| Hely | Gól | Játékos              | Csapat                |
| ---- | --- | -------------------- | --------------------- |
| 1.   | 67  | Keszthelyi Rita      | UVSE                  |
| 2.   | 63  | Gurisatti Gréta      | Dunaújvárosi Főiskola |
| 3.   | 58  | Czigány Dóra         | Tigra-ZF-Eger         |
| 4.   | 52  | Illés Anna           | Ferencváros           |
| 5.   | 50  | Leimeter Dóra        | BVSC-Zugló            |
| 6.   | 47  | Garda Krisztina      | Dunaújvárosi Főiskola |
| 7.   | 46  | Antal Dóra           | UVSE                  |
| 8.   | 46  | Szilágyi Dorottya    | Dunaújvárosi Főiskola |
| 9.   | 44  | Rybanska Natasa      | UVSE                  |
| 10.  | 44  | Mészáros Farkas Kata | BVSC-Zugló            |
| 11.  | 44  | Csabai Dóra          | Ferencváros           |

## A bajnokság végeredménye
| #   | Csapat                                    | Megjegyzések |
| --- | ----------------------------------------- | ------------ |
| 1.  | UVSE Hunguest Hotels                      |              |
| 2.  | Dunaújvárosi Főiskola Vízilabda Egyesület |              |
| 3.  | FTC Telekom                               |              |
| 4.  | BVSC-Zugló                                |              |
| 5.  | Tigra-ZF-Eger                             |              |
| 6.  | VALDOR Szentes                            |              |
| 7.  | SZNVE SZTE                                |              |
| 8.  | III. Kerületi Tve                         |              |
| 9.  | GYVSE-UNI GYŐR                            |              |
| 10. | TVSE                                      | Osztályozó   |

A bajnok UVSE játékoskerete: Antal Dóra, Aubéli Tekla, Baksa Vanda, Faragó Kamilla, Forgács Lili, Golopencza Nóra, Golopencza Szonja, Hajdú Kata, Irmes Rozália, Kárpáti Eszter, Keszthelyi Rita, Kóka Zelma, Lendvay Zoé, Magyari Alda, Mácsai Eszter, Peresztegi Nagy Kinga, Rádli Rózsa, Rybanska Natasa, Szegedi Panni, Szombathelyi Gerda, Szűcs Gabriella, Tiba Panna, Tóth Rebeka, vezetőedző: Benczur Márton
A második Dunaújváros játékoskerete: Sarah Buis, Erdélyi Hédi, Garda Krisztina, Gurisatti Gréta, Horváth Brigitta, Jonkl Csenge, Kardos Dominika, Maczkó Lilla, Géraldine Mahieu, Mucsy Anna, Pál Réka, Sajben Nikolett, Somogyvári Lili, Sümegi Nóra, Szabó Imola, Szabó Nikolett, Szellák Csenge, Szilágyi Dorottya, vezetőedző: Mihók Attila
A harmadik Ferencváros játékoskerete: Awad Zoya, Dömsödi Dalma, Felkai Sára, Gyárfás Luca, Kasó Orsolya, Maud Koopman, Kovács Kitti, Kövesdi Vivien, Kuna Szonja, Mata Viktória, Nagy Laura, Neszmély Boglárka, Orbácz-Nagy Júlia, Petik Panna, Pőcze Panna, Regős Maja, Illés Anna, Csabai Dóra, Valentin Kamilla, Vályi Vanda, Varró Eszter, vezetőedző: Gerendás György

## Osztályozó
Az osztályozó az egyik fél második győzelméig tart.
|      | Győz. száma |                    |
| ---- | ----------- | ------------------ |
| TVSE | 2–0         | Genesys OSC-Újbuda |

| 2022. június 4. 19:00 | TVSE                  | 18-6             | Genesys OSC-Újbuda | Tatabányai Sportuszoda, Tatabánya Játékvezetők: Ádám Frank, Kollár György |
| 2022. június 4. 19:00 | (4-2, 4-1, 5-0, 5-3,) |                  |                    | Tatabányai Sportuszoda, Tatabánya Játékvezetők: Ádám Frank, Kollár György |
| 2022. június 4. 19:00 | Zantleitner Noémi 7   | Jegyzőkönyv      | Becsey Emma Lili 2 | Tatabányai Sportuszoda, Tatabánya Játékvezetők: Ádám Frank, Kollár György |
| 2022. június 4. 19:00 | 4/5                   | Gól / emberelőny | 2/8                | Tatabányai Sportuszoda, Tatabánya Játékvezetők: Ádám Frank, Kollár György |
| 2022. június 4. 19:00 | 2/2                   | Gól / ötméteres  | 0/1                | Tatabányai Sportuszoda, Tatabánya Játékvezetők: Ádám Frank, Kollár György |

| 2018. június 5. 11:00 | Genesys OSC-Újbuda    | 5-17             | TVSE          | Nyéki Imre Uszoda - 33m-es, Budapest Játékvezetők: Várkonyi Gabriella, Debreceni Nóra |
| 2018. június 5. 11:00 | (0-3, 0-9, 3-3, 2-2,) |                  |               | Nyéki Imre Uszoda - 33m-es, Budapest Játékvezetők: Várkonyi Gabriella, Debreceni Nóra |
| 2018. június 5. 11:00 | két játékos 2         | Jegyzőkönyv      | Rajna Enikő 5 | Nyéki Imre Uszoda - 33m-es, Budapest Játékvezetők: Várkonyi Gabriella, Debreceni Nóra |
| 2018. június 5. 11:00 | 2/9                   | Gól / emberelőny | 0/1           | Nyéki Imre Uszoda - 33m-es, Budapest Játékvezetők: Várkonyi Gabriella, Debreceni Nóra |
| 2018. június 5. 11:00 | 0/1                   | Gól / ötméteres  | 2/2           | Nyéki Imre Uszoda - 33m-es, Budapest Játékvezetők: Várkonyi Gabriella, Debreceni Nóra |

Az osztályozót 2–0-s arányban a TVSE nyerte, így benn maradt az OB I-ben, míg a vesztes Genesys OSC-Újbuda az OB I/B-ben folytatja.